# П'єтроаса (комуна, Тіміш)
П'єтроаса (рум. Pietroasa) — комуна у повіті Тіміш в Румунії. До складу комуни входять такі села (дані про населення за 2002 рік):
- Крівіна-де-Сус (230 осіб)
- П'єтроаса (366 осіб)
- Поєнь (316 осіб)
- Ферешешть (262 особи)

Комуна розташована на відстані 328 км на північний захід від Бухареста, 91 км на схід від Тімішоари, 139 км на південний захід від Клуж-Напоки.

## Населення
За даними перепису населення 2002 року у комуні проживали 1174 особи.
Національний склад населення комуни:
| Національність | Кількість осіб | Відсоток |
| -------------- | -------------- | -------- |
| румуни         | 1173           | 99,9%    |
| українці       | 1              | 0,1%     |

Рідною мовою назвали:
| Мова       | Кількість осіб | Відсоток |
| ---------- | -------------- | -------- |
| румунська  | 1173           | 99,9%    |
| українська | 1              | 0,1%     |

Склад населення комуни за віросповіданням:
| Релігія       | Кількість осіб | Відсоток |
| ------------- | -------------- | -------- |
| православні   | 721            | 61,4%    |
| п'ятдесятники | 347            | 29,6%    |
| баптисти      | 105            | 8,9%     |
| адвентисти    | 1              | 0,1%     |

## Зовнішні посилання
- Дані про комуну П'єтроаса на сайті Ghidul Primăriilor